# Johann Peter von Burmann
Johann Peter von Burmann (* 1642 in Bonn; † 1. Februar 1696 in Lüttich) war ein deutscher Politiker und Weihbischof in Köln.

## Leben
Als Sohn des kurkölnischen Vizekanzlers Peter Burmann und der Gertrud Palandt geboren, hatte er noch weitere Geschwister, darunter den Trierer Weihbischof Maximilian Heinrich sowie den Bonner Dechanten Adolf Sigismund. Auf ein Studium in Köln folgte eine Promotion zum Dr. jur. utr. in Pont-à-Mousson. Seit 1660 kurkölnischer Staatssekretär und Geheimer Rat, wurde er im Sommer 1674 bei einem Befreiungsversuch des Franz Egon von Fürstenberg in Wien verhaftet. 1679 auf Veranlassung Fürstenbergs Domherr und später auch Domscholaster in Lüttich, erhielt er erst 1679 die Tonsur und damit den Eintritt in den geistlichen Stand. Mit dem Rückzug des Erzbischofs Maximilian Heinrich von Bayern nach Köln fiel das Ministerium Fürstenberg auseinander und Burmann verlor seinen Einfluss. Nachdem er 1684 erneut in den Kurkölnischen Staatsrat eingetreten war, distanzierte er sich von der Fürstenbergpolitik und wurde mit seinen Brüdern 1687 in den Adelsstand erhoben. Da er bei den Bischofswahlen von 1688 und 1694 ein Parteigänger des Kölner Erzbischofs Joseph Clemens von Bayern war, bestimmte ihn dieser 1694 zum Weihbischof in Köln. Durch den Papst am 13. September 1694 zum Titularbischof von Thermopylae und Weihbischof in Köln ernannt, empfing er im Januar 1695 die Bischofsweihe, starb jedoch bereits nach einem Jahr intensiver Tätigkeit.